# Robert Buser
Robert Buser (Aarau, 6 ottobre 1857 – Ginevra, 29 marzo 1931) è stato un botanico svizzero.
Robert Buser studiò dal 1877 presso l'Università di Zurigo. Tra il 1884 e il 1924 fu curatore dell'erbario de Candolle a Ginevra. Nel 1897, all'età di quarant'anni, sposò Henriette Charlotte Adèle Testuz. Verso la fine della sua vita divenne cieco.

## Taxa
- Alchemilla mollis
- Alchemilla filicaulis
- Alchemilla micans
- Alchemilla subcrenata
- Alchemilla colorata
- Alchemilla obscura
- Alchemilla heteropoda

| Buser è l'abbreviazione standard utilizzata per le piante descritte da Robert Buser. Consulta l'elenco delle piante assegnate a questo autore dall'IPNI. |

| Controllo di autorità | VIAF (EN) 41680577 · ISNI (EN) 0000 0000 5146 8261 · SBN MILV292042 · LCCN (EN) nr00032040 · GND (DE) 117642509 |